# William Le Baron Jenney
William Le Baron Jenney, (25 de setembre de 1832, Fairhaven, Massachusetts – 15 de juny de 1907, Los Angeles, California), va ser un enginyer civil i arquitecte estatunidenc, les innovacions tècniques del qual van ser de primera importància en el desenvolupament del gratacel. L'estructura d'esquelet d'acer que va perfeccionar Jenney i que va aplicar per primera vegada l'any 1879 al Leiter Building, permetia augmentar l'altura de l'edifici sense haver de col·locar grans pilars en els pisos baixos, fer una estructura de pilars de ferro colat i forjats de bigues d'acer a prova d'incendis i deixar les plantes exemptes d'envans, així com les façanes lliures de càrregues estructurals que permeten obrir grans finestrals amb el sistema denominat mur-cortina. El 1869 Le Baron Jenney va publicar Principies and Practice of Architecture en col·laboració amb el seu soci Sanford Loring. Amb els seus gratacels de primera generació és considerat com un dels pioners de l'Escola de Chicago. Molts arquitectes que posteriorment tindrien èxit, com Daniel Hudson Burnham, William Holabird, Martin Roche i Louis H. Sullivan, van començar treballant en el seu despatx.
El 1998, Jenney va ocupar el lloc número 89 al llibre 1.000 anys, 1.000 persones: classificació dels homes i dones que van donar forma al mil·lenni

## Biografia
Jenney va néixer a Fairhaven, Massachusetts, el 25 de setembre de 1832, fill de William Proctor Jenney i Eliza LeBaron Gibbs. Nascut en una família d'armadors de vaixells balleners, va rebre una educació pràctica a la Phillips Academy, Andover i altres escoles de Nova Anglaterra. Després d'un viatge al Pacífic Sud, va ingressar a l'Escola Científica Lawrence de la Universitat Harvard per estudiar enginyeria civil, però es va traslladar a l'École Centrale des Arts et Manufactures (École Centrale de París) per estudiar enginyeria i arquitectura.[1] A París descobreix els escrits de Viollet-le-Duc i esdevindrà un dels seus seguidors: les investigacions i els descobriments de Viollet-le-Duc superen tot allò que qualsevol altre autor hagi pogut escriure.

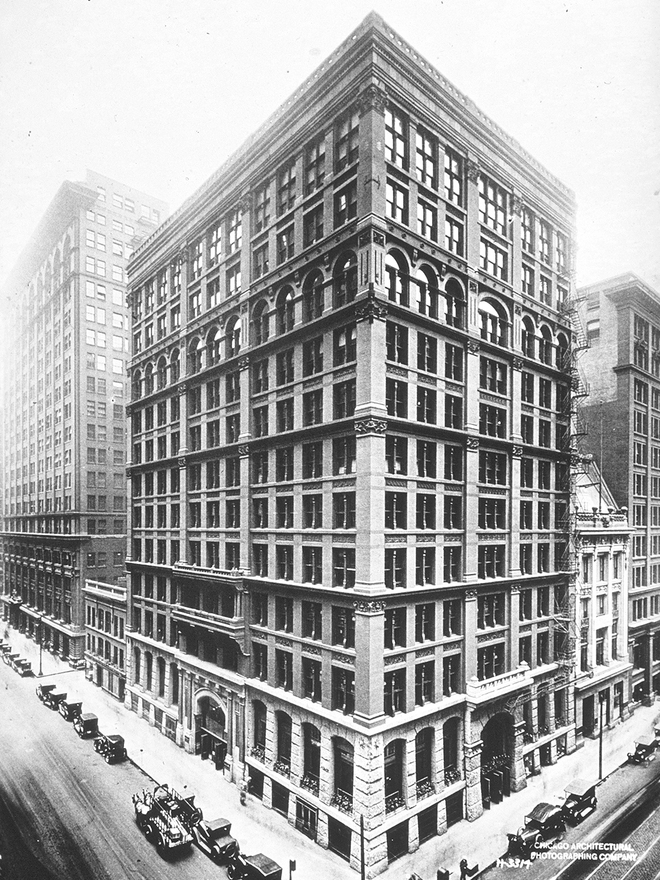
L’edifici d'assegurances de la llar a Chicago construït el 1885 (foto després de l'addició de 2 pisos més el 1891)

A l'École Centrale de París, va aprendre les últimes tècniques de construcció de ferro així com la doctrina funcionalista clàssica de Jean-Nicolas-Louis Durand (1760-1834) - Professor d'Arquitectura a l'Ecole Polytechnique. Es va graduar l'any 1856, un any després del seu company de classe, Gustave Eiffel, el dissenyador de la Torre Eiffel. [7]
El 1861, va tornar als EUA per unir-se a l'exèrcit de la Unió com a enginyer a la Guerra Civil, dissenyant fortificacions per als generals Sherman i Grant.
Al final de la guerra, s'havia convertit en major, i era enginyer a càrrec a la seu de la Unió de Nashville.[1] Després de la guerra, el 1867, Jenney es va traslladar a Chicago i va començar el seu propi despatx d'arquitectura, especialitzat en edificis comercials i urbanisme. Un dels seus primers encàrrecs arquitectònics va ser per als parcs de l'oest, inspirat en el pla del baró Haussmann per a la renovació de París. Això va implicar la creació d'un sistema de parcs principals - Humboldt, Garfield i Douglas - i parcs menors connectats per grans bulevards arbrats. Al mateix temps, va col·laborar amb els arquitectes paisatgistes Frederick Olmsted (1822-1903) i Calvert Vaux (1824-95) en la planificació de Riverside, Illinois, on també va dissenyar cases i uns quants edificis importants més grans.
El seu treball domèstic es caracteritzava per les cases de planta lliure i oberta i equipades amb les últimes comoditats tècniques, com ho mostra la casa del coronel James H. Bowen (1868), Hyde Park, Illinois, un xalet suís de circulació oberta anterior a l'Estil Prairie School de Frank Lloyd Wright (1867-1959) per més de 30 anys. En general, l'estil de disseny de Jenney va seguir l'eclecticisme general de l'època, encara que la seva preferència personal era per un estil modern d'arquitectura gòtica del francès Baron Haussmann (1809-91). Continua sent un dels més grans arquitectes de la Primera Escola de Chicago.
A finals de la dècada de 1870, va viatjar setmanalment a Ann Arbor, Michigan, per començar i ensenyar en el programa d'arquitectura de la Universitat de Michigan. En anys posteriors, futurs líders de l'escola de Chicago com Louis Sullivan, Daniel Burnham, William Holabird i Martin Roche, van realitzar els seus aprenentatges d'arquitectura al personal de Jenney.[1] Després va continuar absorbint els escrits sobre la teoria i la pràctica del disseny d'edificis de l'expert escocès James Fergusson (1808-86), de l'arquitecte i constructor francès molt influent Viollet-le-Duc (1814-79) i d'altres importants escriptors arquitectònics de el seu segle, sintetitzant les seves idees i transmetent-les als seus estudiants dibuixants.
El 8 de maig de 1867, Jenney i Elizabeth "Lizzie" Hannah Cobb, de Cleveland, Ohio, es van casar. [7] Van tenir dos fills anomenats Max i Francis. [7]

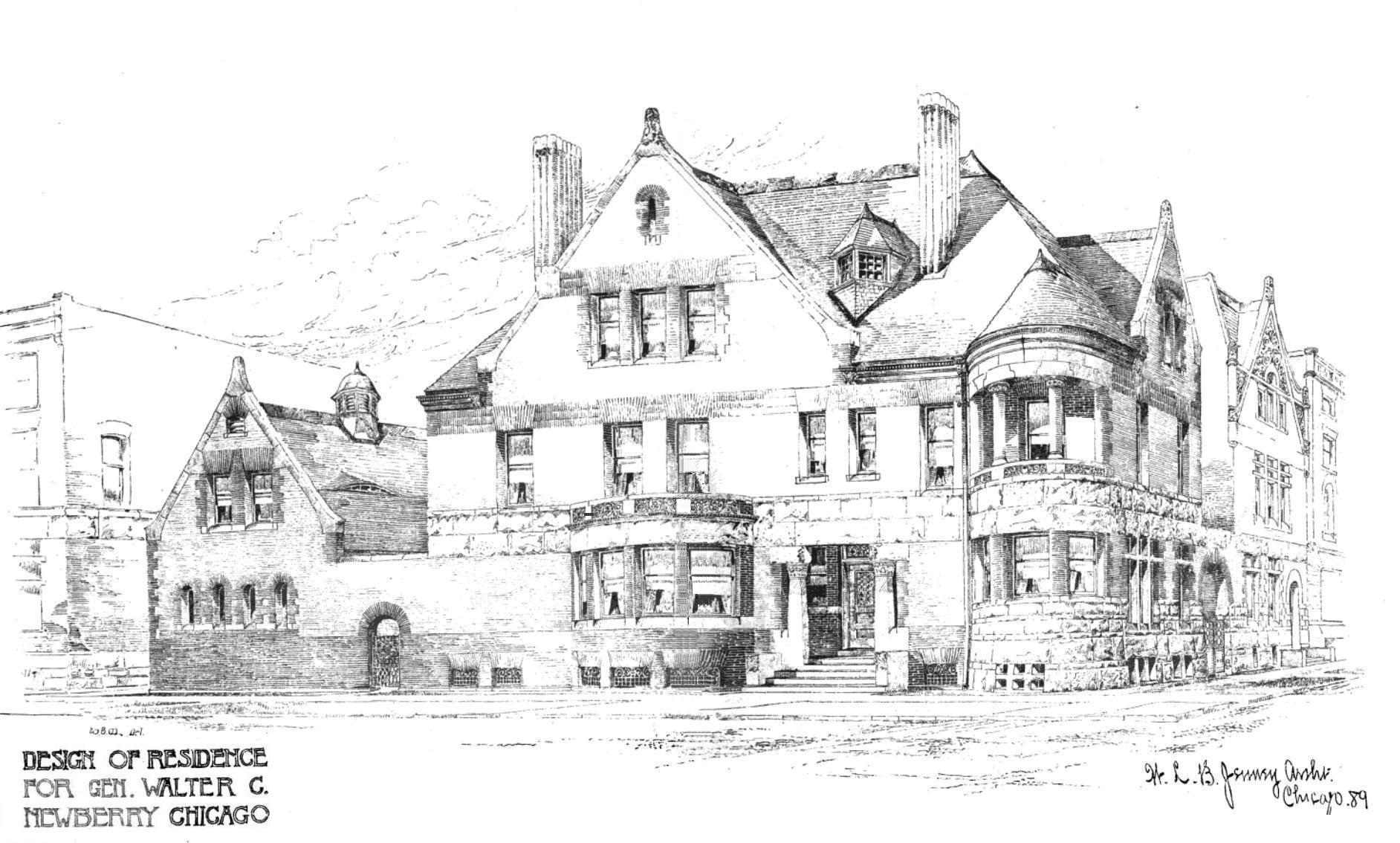
Residència de Chicago dissenyada per Walter Cass Newberry, 1889

Jenney va ser escollit associat de l’Institut Americà d'Arquitectes el 1872 i es va convertir en Fellow el 1885. Va exercir com a primer vicepresident de 1898 a 1899. [4] A Chicago, va dissenyar l’edifici Ludington i l'edifici Manhattan, tots dos construïts el 1891 i National Historic Landmarks. També va dissenyar l’Horticultural Building per l'Exposició Universal de 1893 celebrada a Chicago.

## Gratacels d'estructura d'acer
Jenney és més conegut per dissenyar l’edifici d'assegurances de deu pisos a Chicago. L'edifici va ser el primer edifici totalment metàl·lic i es considera el primer gratacels. Va ser construït entre 1884 i 1885, ampliat amb dos pisos el 1891 i enderrocat el 1931.[3] En els seus dissenys, va utilitzar columnes i bigues metàl·liques en lloc de pedra i maó per suportar els nivells superiors de l'edifici.

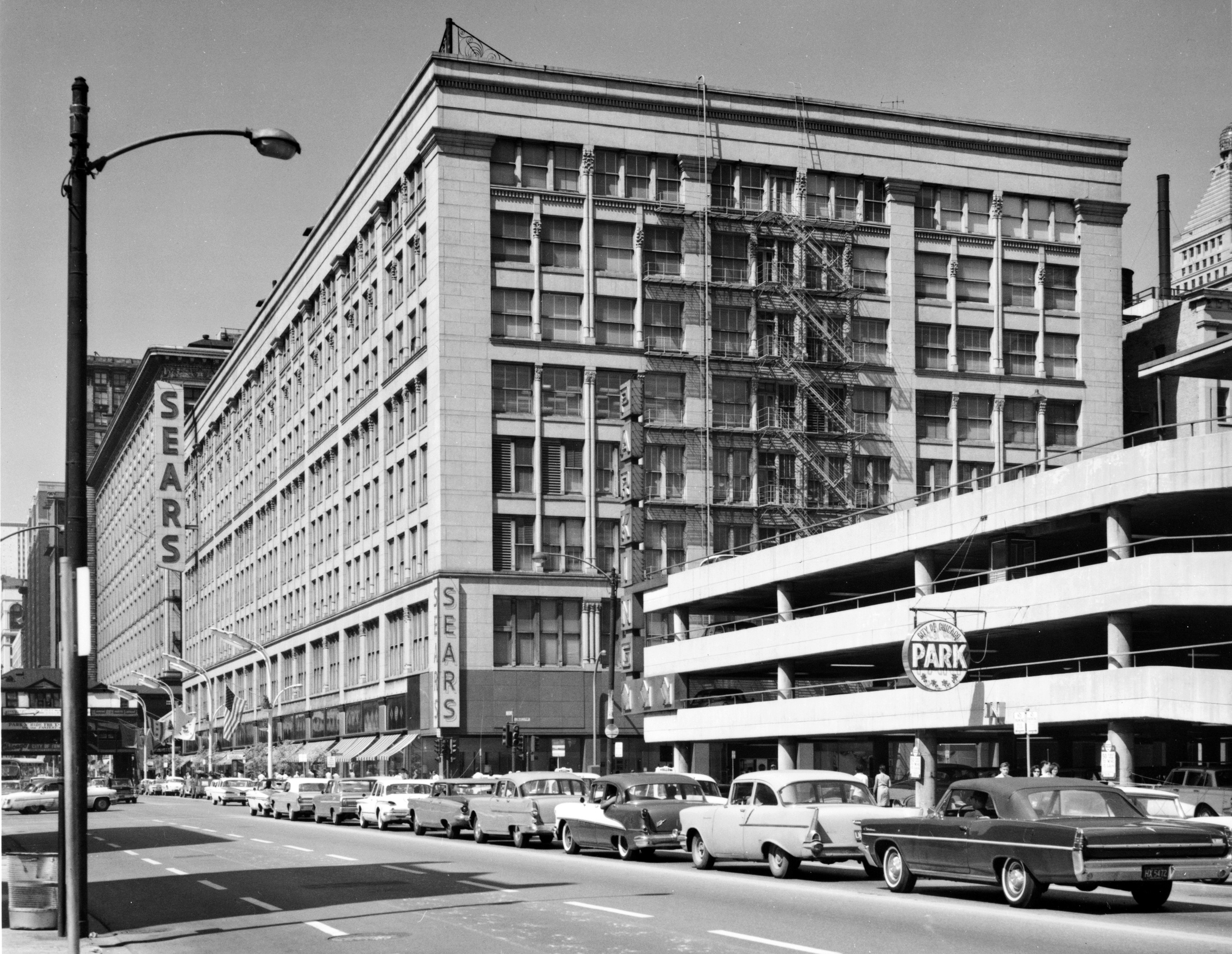
Edifici Leiter II, carrers South State i East Congress, Chicago

L'acer necessari per suportar l'edifici d'assegurances de la llar només pesava un terç del que pesava un edifici de deu pisos fet de maçoneria pesada. [3] Amb aquest mètode, es va reduir el pes de l'edifici, permetent així la possibilitat de construir estructures encara més altes. Més tard, va resoldre el problema de la construcció ignífuga d'edificis alts mitjançant l'ús de terres i envans de maçoneria, ferro i terra cuita. De 1889 a 1891, va mostrar el seu sistema en la construcció del segon edifici Leiter, també a Chicago.
Segons una història popular, un dia va arribar d'hora a casa i va sorprendre la seva dona que estava llegint. Va posar el llibre a sobre d'una gàbia d'ocells i va córrer a trobar-lo. Va travessar l'habitació, va aixecar el llibre i el va deixar caure a la gàbia dels ocells dues o tres vegades. Aleshores, va exclamar: "Funciona! Funciona! No ho veus? Si aquesta petita gàbia pot contenir aquest llibre pesat, per què una gàbia de ferro o d'acer no pot ser el marc d'un edifici sencer?" Jenney va aplicar la seva nova idea a la construcció de l'edifici Home Insurance, el primer gratacel del món, erigit el 1884 a la cantonada dels carrers LaSalle i Monroe de Chicago. Una altra font cita que la inspiració per al gratacels d'acer prové de l'arquitectura vernacular filipina, on la construcció amb marc de fusta va donar la idea a Jenney. L'edifici d'assegurances de la llar va ser el primer exemple d'edifici d'esquelet d'acer, la primera quadrícula de columnes, bigues i bigues de ferro que s'ha construït mai.

## Llegat
Va morir a Los Angeles, Califòrnia, el 15 de juny de 1907. Després de la mort de Jenney, les seves cendres van ser escampades per la tomba de la seva dona, just al sud de la secció Eternal Silence del cementiri de Graceland d'Uptown. [5] El 1998, Jenney va ocupar el lloc número 89 al llibre 1.000 anys, 1.000 persones: classificació dels homes i dones que van donar forma al mil·lenni. [7]
Les notes i documents originals de Jenney, inclòs el quadern hològraf de Jenney de 1884 que conté, entre altres coses, càlculs estructurals per a l'edifici d'assegurances de la llar, i el seu esbós sense data titulat "Clau del gratacels", estan en mans de l'Institut d'Art de Chicago.

## Projectes

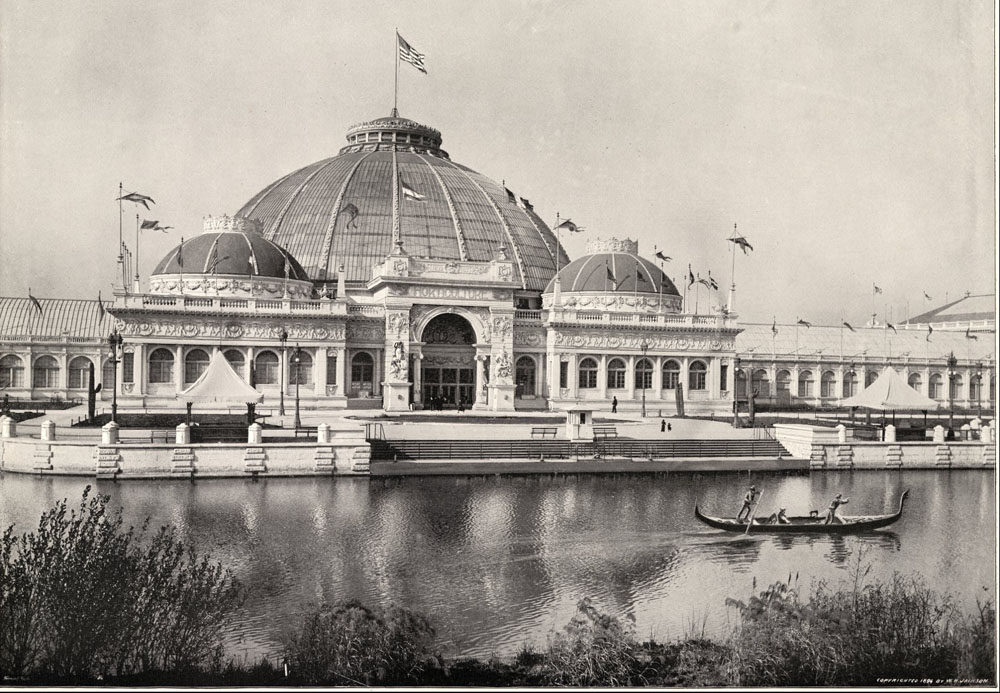
Edifici hortícola a l'Exposició Mundial de Columbia

- 19 South LaSalle Street, 1893, centre de Chicago
- Església del Redemptor, 1886, Chicago
- Casa del coronel James H. Bowen, Hyde Park, Chicago, construïda el 1869
- Ingall's Block, cantonada SW de Pennsilvània i Washington, Indianàpolis, 1875, bloc comercial que va ser una de les primeres sucursals de Saks and Co. (ara Saks Fifth Avenue)[16]
- Metropolitan Block, 770 Main St, Lake Geneva, Wisconsin, construït el 1874, llistat per NRHP[17]
- Primera església congregacional (Manistee, Michigan), construïda el 1892 o el 1888
- Edifici d'assegurances de la llar, Chicago, construït el 1884
- Edifici hortícola, per a l'Exposició Mundial de Columbia, Chicago, construït el 1893
- Lake Forest Cemetery, Lake Forest, Illinois
- Edifici Ludington, Chicago, construït el 1891, Monument històric nacional
- LY Schermerhorn Residence, 124 Scottswood Road, Riverside, Illinois, construït el 1869
- Edifici Manhattan, Chicago, construït el 1891, Monument històric nacional
- New York Life Insurance Building, Chicago, construït el 1894
- Segon edifici Leiter, Chicago, construït el 1889
- Secció del districte de West Park del sistema de bulevards de Chicago
- DKE Shant, Ann Arbor, Michigan, 1878
- Part o tot de Garfield Park, 100 N. Central Park Ave., Chicago, llistat per NRHP
- Part o tot el parc Humboldt, delimitat aproximadament per N. Sacramento i Augusta Blvds., i N. Kedzie, North i N. California Aves. i W. Division St., Chicago, llistat per NRHP
- Memorial d'Illinois, Parc Militar Nacional de Vicksburg, 1906
- Railway Exchange Building, Milwaukee, 1901